# Дистрато (дем Коница)
Вижте пояснителната страница за други значения на Дастрато.
Дистрато или Бряза (на гръцки: Δίστρατο, катаревуса Δίστρατον, Дистратон, до 1928 година Μπριάζα, Бряза или Βριάζα, Вряза) е село в Северозападна Гърция, част от дем Коница в област Епир. До 2011 година Дистрато е самостоятелна община в ном Янина. Селото традиционно е с арумънско население.
В 1906 година е отворено румънско училище с учител Атанасие Цябрагани.